# Filip Stanković
Filip Stanković (in serbo Филип Станковић?; Roma, 25 febbraio 2002) è un calciatore serbo, portiere del Venezia.

## Biografia
Figlio dell'ex centrocampista Dejan Stanković e della sua ex moglie Ana Ačimovič e nipote del calciatore sloveno Milenko Ačimovič, è nato a Roma, negli anni in cui il padre giocava nella Lazio. Ha due fratelli di nome Stefan (2000) e Aleksandar (2005); entrambi hanno iniziato a giocare a calcio nelle giovanili dell'Inter.

## Carriera

### Club

#### Giovanili dell'Inter
Approda nel settore giovanile dell'Inter nel 2014, compiendo tutta la trafila a partire dai Giovanissimi Regionali B. Nel 2019 vince con la formazione Under-17 il campionato e la Supercoppa di categoria. Nella stagione 2020-2021 riceve alcune convocazioni nella prima squadra allenata da Antonio Conte, che conquista il campionato.

#### Prestiti al Volendam, alla Sampdoria e al Venezia
Nell'estate del 2021 viene ceduto in prestito al Volendam, club militante in Eerste Divisie. Al termine del campionato ottiene la promozione in Eredivisie, giocando in tutto 28 partite più una nella coppa nazionale. L'estate successiva viene rinnovato il prestito al club olandese. Esordisce in massima serie il 7 agosto 2022, nel pareggio interno per 2-2 contro il Groningen. A fine stagione colleziona 33 partite in campionato più 2 nella coppa nazionale, per un totale di 35 presenze tra tutte le competizioni.
Nell'estate del 2023 disputa un buon ritiro con l’Inter giocando diverse amichevoli da titolare viste le partenze di Onana, Handanovic e Cordaz; svolge la preparazione insieme al fratello Aleksandar. L’11 agosto passa alla Sampdoria, club di Serie B, in prestito con diritto di riscatto e contro riscatto.
Esordisce in maglia blucerchiata il 19 agosto in occasione della prima partita di campionato di Serie B, vinta per 2-1 in casa della Ternana. Nel corso della stagione disputa in totale 38 partite, tenendo la porta inviolata in 8 occasioni.
Il 12 agosto 2024 si trasferisce in prestito al Venezia, neo promosso in Serie A, con opzione di acquisto per 2 milioni di euro e obbligo al verificarsi di determinate condizioni con l’Inter che si riserva il 50% sulla futura rivendita. Esordisce con i veneti e contestualmente in Serie A il 20 ottobre nella partita casalinga contro l'Atalanta, persa per 2-0, venendo preferito a Jesse Joronen. Dopo essersi conquistato il posto da titolare, il 3 novembre è tra i protagonisti della gara persa per 1-0 proprio contro l’Inter e anche di quella del ritorno persa di nuovo 0-1 il 12 gennaio 2025. Tuttavia a inizio febbraio riporta una lesione parziale al tendine rotuleo di un ginocchio per cui è costretto a fermarsi per oltre due mesi  tornando a essere convocato a fine aprile facendo il vice di Ionut Radu. A fine stagione, nonostante la retrocessione in Serie B, viene riscattato dal Venezia con cui firma un contratto quadriennale.

### Nazionale
Nel 2017 fa il suo debutto con la selezione Under-16 della Serbia. Nel 2019 colleziona 7 presenze con la nazionale Under-17 e gioca una partita con quella Under-19. Il 27 settembre 2022 debutta anche con la nazionale Under-21, nel pareggio per 1-1 contro la Bulgaria.
Nel novembre 2023 viene convocato per la prima volta in nazionale maggiore.

## Statistiche

### Presenze e reti nei club
Statistiche aggiornate al 17 maggio 2025.
| Stagione        | Squadra         | Campionato      | Campionato | Campionato | Coppe nazionali | Coppe nazionali | Coppe nazionali | Coppe continentali | Coppe continentali | Coppe continentali | Altre coppe | Altre coppe | Altre coppe | Totale | Totale |
| Stagione        | Squadra         | Comp            | Pres       | Reti       | Comp            | Pres            | Reti            | Comp               | Pres               | Reti               | Comp        | Pres        | Reti        | Pres   | Reti   |
| --------------- | --------------- | --------------- | ---------- | ---------- | --------------- | --------------- | --------------- | ------------------ | ------------------ | ------------------ | ----------- | ----------- | ----------- | ------ | ------ |
| 2021-2022       | Volendam        | EED             | 28         | -36        | CO              | 1               | -3              | -                  | -                  | -                  | -           | -           | -           | 29     | -39    |
| 2022-2023       | Volendam        | ED              | 33         | -71        | CO              | 2               | -3              | -                  | -                  | -                  | -           | -           | -           | 35     | -74    |
| Totale Volendam | Totale Volendam | Totale Volendam | 61         | -107       |                 | 3               | -6              |                    | -                  | -                  |             | -           | -           | 64     | -113   |
| 2023-2024       | Sampdoria       | B               | 37+1       | -49 + -2   | CI              | 0               | 0               | -                  | -                  | -                  | -           | -           | -           | 38     | -51    |
| 2024-2025       | Venezia         | A               | 16         | -23        | CI              | 0               | 0               | -                  | -                  | -                  | -           | -           | -           | 16     | -23    |
| Totale carriera | Totale carriera | Totale carriera | 115        | -181       |                 | 3               | -6              |                    | -                  | -                  |             | -           | -           | 118    | -187   |

### Cronologia presenze e reti in nazionale
| Cronologia completa delle presenze e delle reti in nazionale ― Serbia under 21 | Cronologia completa delle presenze e delle reti in nazionale ― Serbia under 21 | Cronologia completa delle presenze e delle reti in nazionale ― Serbia under 21 | Cronologia completa delle presenze e delle reti in nazionale ― Serbia under 21 | Cronologia completa delle presenze e delle reti in nazionale ― Serbia under 21 | Cronologia completa delle presenze e delle reti in nazionale ― Serbia under 21 | Cronologia completa delle presenze e delle reti in nazionale ― Serbia under 21 | Cronologia completa delle presenze e delle reti in nazionale ― Serbia under 21 |
| Data                                                                           | Città                                                                          | In casa                                                                        | Risultato                                                                      | Ospiti                                                                         | Competizione                                                                   | Reti                                                                           | Note                                                                           |
| ------------------------------------------------------------------------------ | ------------------------------------------------------------------------------ | ------------------------------------------------------------------------------ | ------------------------------------------------------------------------------ | ------------------------------------------------------------------------------ | ------------------------------------------------------------------------------ | ------------------------------------------------------------------------------ | ------------------------------------------------------------------------------ |
| 27-9-2022                                                                      | Sofia                                                                          | Bulgaria under 21                                                              | 1 – 1                                                                          | Serbia under 21                                                                | Amichevole                                                                     | -1                                                                             |                                                                                |
| 24-3-2023                                                                      | Bačka Topola                                                                   | Serbia under 21                                                                | 0 – 2                                                                          | Italia under 21                                                                | Amichevole                                                                     | -2                                                                             |                                                                                |
| Totale                                                                         |                                                                                | Presenze                                                                       | 2                                                                              |                                                                                | Reti                                                                           | -3                                                                             |                                                                                |

## Palmarès

### Competizioni giovanili
- Campionato Nazionale Under-17: 1

Inter: 2018-2019
- Supercoppa Under-17: 1

Inter: 2019

### Competizioni nazionali
- Campionato italiano: 1

Inter: 2020-2021